# Anschlag von Kongsberg
Beim Anschlag von Kongsberg in Südnorwegen tötete am 13. Oktober 2021 ein Mann fünf Menschen mit einem scharfen Gegenstand. Drei weitere Personen wurden bei dem Amoklauf verletzt. Der Täter wurde rund 45 Minuten nach Beginn der Tat festgenommen.

## Tat
In der etwa 70 Kilometer südwestlich der Hauptstadt Oslo liegenden Kleinstadt Kongsberg schoss ein Angreifer am 13. Oktober 2021 um 18:13 Uhr Ortszeit (MESZ) in einem Supermarkt im Stadtteil Vestsiden auf Menschen. Laut Berichten der Polizei nutzte er neben Pfeil und Bogen auch weitere Waffen. Nach dem Angriff im und vor dem Supermarkt flüchtete der Täter. Die Polizei setzte um 18:28 Uhr eine Warnung an die im Umkreis lebende Bevölkerung ab, ihre Häuser nicht zu verlassen. Sie suche in einem relativ großen Gebiet nach dem Täter.
Der Täter wurde um 18:47 Uhr festgenommen und in die Haftanstalt in der Nachbarstadt Drammen gebracht. Der örtliche Polizeichef Øyvind Aas gab nach der Festnahme des Verdächtigen bekannt, dass die Polizei zunächst von einem Einzeltäter ausgehe. Der norwegische polizeiliche Inlandsgeheimdienst PST wurde in die Ermittlungen einbezogen.
Während man anfangs einen islamistischen Terrorakt als eine mögliche Erklärung untersuchte, so gingen Polizisten nach den ersten Verhören von einer psychischen Erkrankung als Tatursache aus.

## Opfer
Dem Anschlag fielen fünf Menschen im Alter zwischen 52 und 78 Jahren zum Opfer, vier Frauen und ein Mann, darunter auch die seit Längerem in Norwegen lebende deutsche Staatsangehörige Andrea Haugen. Drei weitere Personen wurden verletzt. Unter den Verletzten befand sich auch ein Polizist, der zur Tatzeit nicht im Dienst war.

## Täter
Bei dem Verdächtigen handelt es sich um den 37-jährigen dänischen Staatsbürger Espen Andersen Bråthen, der in Kongsberg lebte. Er wurde in Norwegen geboren und hat dort auch sein gesamtes Leben verbracht. Nach Polizeiangaben war er zum Islam übergetreten. Unmittelbar nach seiner Festnahme wurde er drei Stunden verhört und machte umfangreiche Angaben zu seiner Tat. Die Polizeistaatsanwältin Ann Irén Svane Mathiassen sagte, es handle sich bei ihm um einen polizeibekannten Mann, der auch mehrfach mit dem norwegischen Gesundheitsdienst in Kontakt gestanden habe.
Nach weiteren Ermittlungen am Tag nach der Tat erklärte die Polizei, sie gehe von einem terroristischen Hintergrund aus. Der Täter wurde 2019 und 2020 wegen Verdacht auf salafistische Radikalisierung von norwegischen Sicherheitsbehörden überwacht. Er hatte außerdem mehrere Vorstrafen wegen Einbrüchen, Cannabisbesitz und Drohungen gegen Familienmitglieder.
Verhöre und Ermittlungsarbeiten ergaben, dass der Mann psychisch erkrankt sei.

## Prozess
Der Prozess begann am 11. Mai 2022 am Bezirksgericht Buskerud und war für 29 Verhandlungstage angesetzt Bråthen wurde des fünffachen Mordes, elffach versuchten Mordes sowie mehrerer schwerer Bedrohungen angeklagt. Drei forensisch-psychiatrische Gutachter kamen zu dem Schluss, dass der Angeklagte zum Tatzeitpunkt an chronischer paranoider Schizophrenie litt. Am 24. Juni 2022 wurde Bråthen wegen des Angriffs für schuldig erklärt. Das Gericht befand jedoch, dass er aufgrund einer chronischen paranoiden Schizophrenie nach norwegischem Recht nicht strafmündig sei und ordnete daher die Unterbringung in einer psychiatrischen Klinik an. Das Urteil entspricht damit gleichermaßen den Forderungen der Staatsanwaltschaft und der Verteidigung.

## Falschmeldungen
Kurz nach der Tat kursierten auf Twitter Nachrichten, in denen der Vor- und Zuname eines aus Deutschland stammenden und als Drachenlord bekannten YouTubers, der mit der Tat nichts zu tun hat, als angeblicher Täter genannt wurde, samt Fotos und Videos, die ihn unter anderem beim Bogenschießen zeigen sollten. Sein bürgerlicher Name wurde für die gezielten Falschmeldungen so verändert, dass sie dem Stereotyp eines skandinavischen Nachnamens entsprachen. Diese Falschmeldungen wurden, unzureichend geprüft, von Nachrichtenseiten in Norwegen, Frankreich, Polen, Ungarn, Rumänien, Griechenland, Albanien und Japan übernommen; durch die Aufnahme der Falschmeldungen durch die italienische Nachrichtenagentur ANSA kamen Name, Fotos und Videos des angeblichen Täters auch auf sehr viele Internetseiten in Italien, wie RAI, Il Sole 24 Ore, Corriere della Sera und Euronews Italia.